# Демидчик, Евгений Павлович
Евгений Павлович Демидчик (2 января 1925, Борисов — 1 апреля 2010) — советский учёный в области хирургии и онкологии. Академик Национальной академии наук Беларуси (1996), доктор медицинских наук (1988), профессор (1988). Заслуженный врач Республики Беларусь (1997).

## Биография
Окончил Минский медицинский институт (1957). Один из первых анестезиологов Могилёвской области. В 1966-1974 гг. ассистент, доцент кафедры госпитальной хирургии, одновременно главный хирург Минского горздравотдела (1966-1987), в 1974-1996 гг. заведующий кафедрой онкологии Минского медицинского института. С 1996 г. профессор Минского медицинского института, в 1990-2000 гг. руководитель Республиканского научно-практического центра опухолей щитовидной железы Министерства здравоохранения Республики Беларусь. В 1998-2006 гг. руководитель исследовательской группы Института физиологии Национальной академии наук Беларуси. С 2003 г. главный научный сотрудник центральной научно-исследовательской лаборатории, с 2005 г. профессор учреждения образования «Белорусский государственный медицинский университет». Основные работы в области хирургии и онкологии. Доказал, что большой рост заболеваемости детей раком щитовидной железы в Белоруссии обусловлен действием повышенной радиации в результате аварии на Чернобыльской АЭС. Им определены клинико-биологические особенности радиационно-индуцированного рака щитовидной железы у детей, установлены различия генетических повреждений в зависимости от гистологического типа опухоли, разработана техника оптимальных первичных и повторных хирургических вмешательств при рецидивах и метастазах этой опухоли. Предложил метод комбинированного лечения больных неоперабельным тиреоидным раком и определил эффективность радиотерапии при легочных метастазах рака щитовидной железы у детей и подростков, которые получили облучение во время Чернобыльской катастрофы. Автор более 380 научных работ, в том числе 16 монографий и справочников по хирургии, эндокринологии и гастроэнтерологии, 11 патентов на изобретения.

## Награды
- Международная мемориальная премия мира имени д-ра Нога (2002, Япония) за помощь пострадавшим от радиоактивного облучения, совершенствование методов лечения и научные достижения.
- Орден Отечественной войны II степени (1985).
- Медаль «За отвагу» (1945).
- Орден Франциска Скорины (2005).

## Основные работы
- Справочник по клинической эндокринологии. Мн., 1996.
- Рак щитовидной железы у детей: Последствия аварии на Чернобыльской АЭС. М.: Медицина, 1996 (совм. с Лушниковым Е. Ф., Цыбом А. Ф.).
- Thyroid cancer and iodine deficiency in children of Belarus // Radiation and Thyroid Cancer. Eds. G. Thomas, A. Karaoglou, E. D. Williams. World Scientific, 1999 (with coauthors).
- Thyroid Cancer in Chernobyl Children // Thyroid Cancer. Biersack H.-J., Grunwald F. (eds). Springer, 2001 (with coauthors).